# Astal
Astal (輝水晶伝説アスタル, Kisuishou Densetsu Astal, Astal: Legend of the Brilliant Crystal) est un jeu vidéo d'action et de plates-formes en 2D sorti exclusivement sur Saturn en 1995 au Japon, aux États-Unis et au Brésil. Le jeu a été développé et édité par Sega, sauf au Brésil où il a été commercialisé par Tec Toy.

## Histoire
Le monde de Quartilia a été créé par la déesse Antowas à l'aide d'un cristal. Afin de le peupler, Antowas donne vie à deux humains en utilisant deux autres joyaux : ainsi naissent la femme, Leda (grâce à un cristal vert) et l'homme, Astal (grâce à une pierre rouge). Leda a été bénie par Antowas et possède le don de procréer ; Astal, quant à lui, se doit de protéger Leda de tout danger.
Leda tombe amoureuse d'Astal. Satisfaite de sa création, la déesse Antowas s'endort. Profitant de l'occasion, le démon malfaisant Jerado décide de conquérir Quartilia et crée un nouvel être humain nommé Geist, lequel capture Leda.
Retenue prisonnière au fond de l'océan, Astal court à son secours mais, en la sauvant, en brise le fond. Antowas se réveille et vainc Jerado ; furieuse qu'Astal ait fait disparaître l'océan, elle le bannit et se rendort.
Ne supportant pas d'être séparé de Leda, Astal brise ses liens pour la retrouver. Mais celle-ci a été enlevée et Astal part à sa recherche.

## Système de jeu
Le joueur contrôle Astal. Sa principale méthode d'attaque consiste à saisir ses opposants et à les jeter par-dessus son épaule. Lorsqu'il saute, il peut frapper vers le bas. Il peut également taper violemment contre le sol, étourdissant tous les adversaires à l'écran. Enfin, il peut inhaler de grandes quantités d'air et libérer des rafales de vent contre ses ennemis, provocant soit la mort des plus faibles, soit l'étourdissement des plus forts.
Durant le premier niveau du jeu, Astal doit sauver un petit oiseau ; dès cette mission accomplie, ce dernier rejoint le héros dans sa quête. Il est alors possible pour le joueur de lui ordonner d'accomplir diverses tâches telles qu'attaquer les ennemis, récupérer des points de vie ou effectuer des actions contextuelles spécifiques à certains niveaux,.
Dans le mode deux joueurs, le premier dirige Astal et le second l'oiseau ; dans ce mode, l'oiseau possède une barre de santé et les deux joueurs partagent le même compteur de vies.

## Différences entre les versions
Dans la version japonaise, Astal bénéficie de cinq points de vie et de continues illimités, alors que dans les versions américaines, les points de vie sont réduits à trois et le joueur n'a plus droit qu'à un seul continue. La musique de la scène cinématique d'ouverture est, dans la version japonaise, une chanson intitulée Let Me Try Again ; dans les versions américaines, les voix ont été supprimées, bien que la chanson demeure présente sur le CD-ROM.

## Réception

### Ventes
Avec ses graphismes soignés,,, Astal se présentait comme une vitrine des capacités 2D de la Saturn. La sortie du jeu est arrivée à un moment où le marché évoluait vers l'utilisation de la 3D et les ventes furent décevantes. Néanmoins, ces mauvais résultats conférèrent au jeu une certaine rareté.

### Accueil
En mai 1995, Mega Force compare le personnage principal à « un "flammipuche", une sorte de Knuckles à la sauce Saturn dans des décors dignes des plus grands peintres pseudo-impressionnistes ».
Dans son numéro de juin 1995, Player One relève les « graphismes très réussis » et les « musiques sublimes » de la version japonaise mais déplore un « jeu (beaucoup) trop facile », notamment à cause d'une « durée de vie trop courte » et des « continues infinis ».
Le même mois, Joypad apprécie le « personnage sympatique » et « la beauté des graphismes », avec « des zooms du plus bel effet ! Impressionnant ! » et « un superbe dessin animé [qui] vous divertit quelques minutes... Que c'est beau ! » ; en revanche, il n'aime pas « la prise en main au départ » et souligne la difficulté « un petit peu trop facile », en précisant que le jeu n'est « pas assez long ».

« On a un jeu absolument sublime, réalisé de main de maître par Sega, le nouveau Walt Disney... des jeux vidéo ! »

— Trazom, Joypad
Le testeur conclut : « Je vous l'assure, c'est vraiment féerique... ».

### Postérité
Le 14 juin 2012, IGN dresse un « top 10 » des jeux Saturn américains et positionne Astal à la 9e place, derrière Saturn Bomberman.